# 肖克 (挪威)
肖克（挪威語：Skjåk）是挪威的一個市镇，位於内陆郡，行政中心为比斯莫村。市镇面积为2,076平方公里，人口数量为2,393人（2004年），人口密度为每平方公里1.15人。